# Wolfbrigade
Wolfbrigade är ett svenskt punkband som bildades 1995 i Mariestad under namnet Wolfpack. Tomas Jonsson (från Anti Cimex) och Markus Johansson (Harlequin) pratade om att bilda ett nytt band. Anti Cimex hade lagt ned året innan och Harlequin var på väg. Erik Norberg (Obscure Infinity) tillfrågades om han ville ingå. Han accepterade och tipsade om två andra medlemmar ur det likaledes avsomnade dödsmetallbandet Obscure Infinity, Jocke och Frank. Bandet kunde nu börja jobba på sin första mini-cd Bloodstained Dreams som släpptes på Göteborgsbolaget Distortion. Sättningen var som följer: Jonsson - sång, Jocke - Gitarr, Erik - Gitarr, Marcus - Bas, Frank - Trummor. Musikaliskt var detta en blandning av medlemmarnas tidigare projekt, kängpunk och dödsmetall. Första albumet A New Dawn Fades gavs ut året efter och bandet turnerade flitigt i Sverige, bland annat på Hultsfredsfestivalen.
1997 släpptes EP:n Hellhound Warpig och det andra albumet Lycanthro Punk. En splitsingel med Skitsystem gavs också ut. Bandet gjorde en Tysklandsturné utan Frank som tillfälligt lämnat bandet. Även Jonsson hoppade av bandet senare under året. Som ersättare för Jonsson värvades Michael "Micke" Dahl.
1999 gav bandet ut albumet Allday Hell. Året efter bytte de namn till Wolfbrigade, eftersom de inte ville bli förknippade med det kriminella fängelsegänget Brödraskapet Wolfpack. 2001 kom fjärde albumet Progression/Regression. 2002 lämnade Frank bandet för gott och ersättare blev Dadde Stark från Jockes och Mickes sidoprojekt To What End?. Bandet spelade på Fuck the Commerce i Tyskland och gav sig sedan (efter endast en repetition med sin nya trummis) ut på Europaturné med Autoritär.
2004 släpptes tiotummaren Wolfpack Years, CD:n In Darkness You Feel No Regrets samt tolvtummaren A D-beat Odyssey, som skulle visa sig bli bandets sista. Den var ursprungligen tänkt som en singel inför bandets USA-turné, men mängden material var för stor för att rymmas på en singel. Under repetitionerna inför studioinspelningen tappade plötsligt Micke rösten. Det visade sig att han fått en tumör på stämbanden som behövde opereras. Till bandets räddning kom Poffen från Totalitär som agerade gästvokalist. Wolfbrigade hade redan beslutat att lägga ned och på grund av Mickes halsproblem förkortades USA-turnén. Bandet gjorde två avslutande, storstilade konserter i USA; en på Thrashfest 5 i Minneapolis och en i Chicago med From Ashes Rise.
De flesta medlemmarna ur den sista sättningen av bandet bildade det nya bandet Today's Overdose. Flera har även spelat i To What End?
7 januari 2007 meddelade Wolfbrigade på sin Myspace-sida att de skulle återförenas.
17 mars 2007 spelade de på Kafe 44 med Victims och Guantanamo Bay och även en turné annonserades. Ny basist istället för Markus Johansson blev Johan Erkenvåg från systerbandet Today's Overdose. Albumet Prey To The World kom strax därefter, inspelad i Sunlight Studios i Stockholm. 2008 följde bandet upp med albumet Comalive. Efter många år på olika undergroundbolag kontrakterades bandet 2012 av det amerikanska skivbolaget Southern Lord och gav ut Damned, inspelad i Studio Fredman - precis som de första två albumen. 
Under våren 2017 gavs Wolfbrigades nionde fullängdare Run With The Hunted ut och under hösten 2019 följde den tionde fullängdaren, The Enemy: Reality.
2024 signade bandet med Nuclear Blast Records och släppte albumet ”Life Knife Death”. 

## Medlemmar
- Micke Dahl - Sång
- Jocke Rydbjer - Gitarr
- Erik Norberg - Gitarr
- Johan Erkenvåg - Bas
- Dadde Stark - Trummor

## Diskografi

### Wolfpack
- Bloodstained Dreams MCD/7" (1995)
- A New Dawn Fades CD/LP (1996)
- Hellhound Warpig 7" (1997)
- Lycanthro Punk CD/LP (1997)
- Wolfpack / Skitsystem Split 7" (1998)
- Allday Hell LP/CD (1999)
- Allday Hell CD (2000)
- Allday Hell CD (2001)

### Wolfbrigade
- Wolfbrigade/Audio Kollaps Split 7" (2001)
- Progression/Regression Picture LP (2001)
- Progression/Regression CD (2002)
- Wolfpack Years 10" (2003)
- In Darkness You Feel No Regrets LP/CD (2003)
- A D-beat Odyssey EP (2004)
- Prey To The World LP/CD (2007)
- Comalive LP/CD (2008)
- Damned LP/CD (2012)
- Run With The Hunted LP/CD (2017)
- The Enemy: Reality LP/CD (2019)
- Life Knife Death LP/CD (2024)